# سیارک ۲۱۴۶۸
سیارک ۲۱۴۶۸ (به انگلیسی: 21468 Saylor، نامگذاری:1998HD97) بیست و یک هزار و چهارصد و شصت و هشتمین سیارک کشف شده‌است که در ۲۱ آوریل ۱۹۹۸ کشف شد.
قدر مطلق سیارک برابر ۱۳.۵ است.